# Bombus suckleyi
Bombus suckleyi là một loài Hymenoptera trong họ Apidae. Loài này được Greene mô tả khoa học năm 1860.